# Плехавичюс, Повилас
Повилас Плехавичюс (лит. Povilas Plechavičius, известный также как Павел Плехович,; 1 февраля 1890, Жидикай — 19 декабря 1973, Чикаго, Иллинойс) — литовский государственный деятель, коллаборационист в годы Второй мировой войны, генерал.

## Биография
Родился в семье крестьянина и дворянки. В 1908 году окончил гимназию в Москве. Учился в Коммерческом институте. В 1914 году окончил Оренбургское казачье училище. В Первую мировую войну воевал кавалеристом в рядах Русской императорской армии. В 1917 году — на Кавказском фронте. Примкнул к Белому движению.
Летом 1918 года возвратился в Литву. Участвовал в боях с Красной Армией, Западной добровольческой армией и поляками. Против него было возбуждено уголовное дело за жестокие убийства красноармейцев, но обвинения были сняты. В 1924 году окончил высшие офицерские курсы в Каунасе. Организатор государственного переворота 17 декабря 1926 года, который привёл к власти А. Сметону. Начальник штаба Литовской армии, генерал-лейтенант. В 1929 году против своей воли был уволен в запас. Покинул Литву после её присоединения к СССР.
После оккупации Литвы Германией в 1941 году вернулся и активно сотрудничал с оккупационными властями и главой коллаборационистского «доверительного совета» (Vertrauensrat) при немецкой оккупационной администрации Генерального округа «Литва»  Пятрасом Кубилюнасом. По инициативе последнего 13 февраля 1944 года было подписано соглашение о создании «Литовского территориального корпуса» (в немецком варианте — Litauische Sonderverbaende — литовских особых отрядов) в составе 20 батальонов под командованием Плехавичюса. По его мысли, корпус должен был участвовать в борьбе с польскими (Армия Крайова) и советскими партизанами, а также с приближающейся Красной Армией. К концу марта 1944 года было сформировано 13 батальонов — около 12 000 человек. Немцы потребовали от литовских коллаборационистов набрать им 50 000 человек на тыловую службу в части группы армий «Север» и ещё 20 000 в наземные части люфтваффе, а при выполнении этого условия разрешили Плехавичюсу увеличить численность его корпуса до 23 000 человек. Поскольку такое количество добровольцев набрать было нереально, то 6 апреля Плехавичюс подписал призыв к литовскому населению о мобилизации. Первые 3 батальона «Литовского территориального корпуса» немцы направили в район Вильно для борьбы с отрядами Армии Крайовой, где они понесли от польских партизан большие потери, но зато сожгли несколько деревень вместе с их жителями.
Ввиду полной небоеспособности «Литовского территориального корпуса» немецкие власти приказали часть его батальонов передать в подчинение руководителю СС и полиции в Литве генералу Хинце а остальные поштучно подчинить немецким комендатурам. Плехавичюс заявил, что это противоречит прежним договоренностям и в ответ был немедленно арестован немцами 15 мая 1944 года, а «Литовский территориальный корпус» был ими разоружен и распущен, его личный состав зачислен в люфтваффе на тыловые работы. Когда в некоторых батальонах корпуса вспыхнуло недовольство этим приказом, немцы немедленно расстреляли около 100 его бойцов и примерно столько же арестовали и отправили в концлагерь Саласпилс.
В начале августа 1944 года был отпущен на свободу, выехал в Данциг. После войны британцы отказались выдать Плехавичюса СССР. Эмигрировал в США. Умер 19 декабря 1973 года в Чикаго. Там же похоронен на кладбище Святого Казимира.

## Память
- В 2004 году посмертно награждён Большим крестом ордена креста Витиса[3]
- В 2008 году в саду военного музея имени Витовта Великого в Каунасе был открыт памятник генералу Плехавичюсу.[4]
- В 2012 году именем Плехавичюса был назван сквер в Паневежисе.
- В Каунасе действует кадетский лицей имени генерала Повиласа Плехавичюса.